# Норис, Энрико
Энрико Норис (итал. Enrico Noris; 29 августа 1631, Верона, Венецианская республика — 23 февраля 1704, Рим, Папская область) — итальянский куриальный кардинал, историк церкви, богослов. Библиотекарь Святой Римской Церкви с 6 марта 1700 по 23 февраля 1704. Кардинал-священник с 12 декабря 1695, с титулом церкви Сант-Агостино со 2 января 1696. 

## Биография

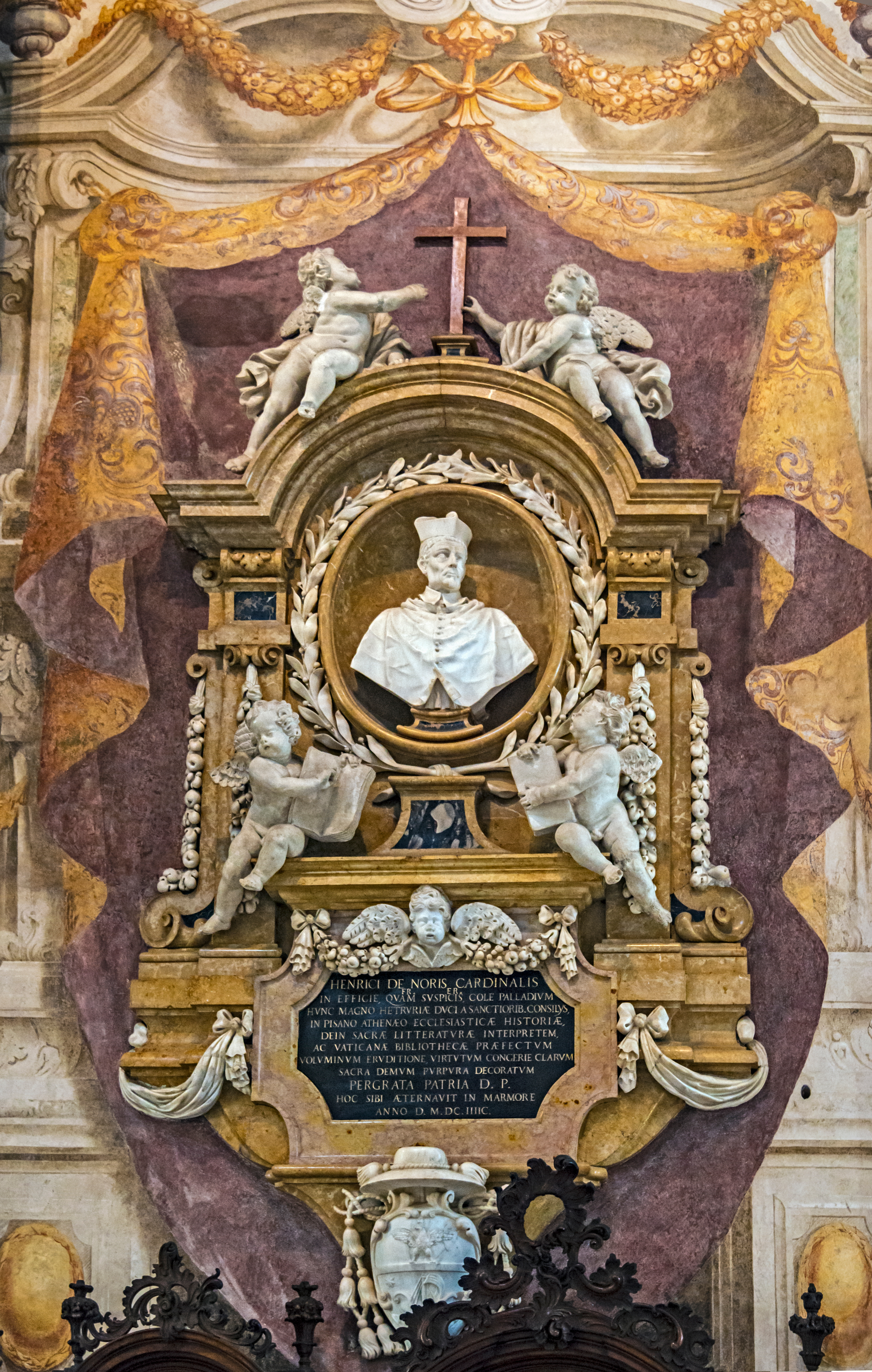
Памятная плита в соборе Вероны

Ирландского происхождения. Обучался у иезуитов в Римини, вступил в орден Святого Августина. После срока послушничества был отправлен в Рим, где изучал богословие. Затем сам преподавал теологию в Пезаро (1658—1662), Перудже (1662—1664), Флоренции (1664—1666) Падуе (1666—1672), где занимал кафедру церковной истории в местном университете с 1674 по 1692 год.
Великий герцог Тосканы Козимо III Медичи пригласил Нориса и назначил на должность богослова Великого герцогства Тосканского, профессора телеологии и церковной истории в университете (1674—1692).
Там он закончил «Историю пелагианства» и защитил диссертацию о Пятом Генеральном совете, две работы, которые, до и после его смерти, вызвали много споров. Они были напечатаны в Падуе в 1673, будучи одобренными специальной комиссией в Риме. Сам Норис отправился в Рим, чтобы дать отчет о своей ортодоксальности перед этой комиссей и папа Климент X, в знак признания его учености назначил его одним из qualificators святой инквизиции.
Вскоре со стороны испанской инквизиции последовали новые обвинения против него. 31 июля 1748 года работы Нориса были внесены в списки запрещенных книг. Папа Бенедикт XIV, выступил в его защиту, считая эти обвинения бездоказательными.
В 1692 Норис стал первым хранителем библиотеки Ватикана при папе Иннокентие XII.
12 декабря 1695 года Энрико Норис был назначен кардиналом-священником с титулом Сант-Агостино. В 1700 возглавил Ватиканскую апостольскую библиотеку.
Э. Норис был одним из величайших ученых XVII века, восхищавшим многих за обширные знания в области священной и светской истории, археологии, истории и нумизматики. Королева Швеции Кристина
назначила его членом Шведской академии.
Автор многочисленных литературных произведений.
Умер в Риме в 1704 году.

## Избранные труды
- Historia pelagiana, 1673
- Vindiciae Augustinianae , 1673
- una storia dei Donatisti,
- Epochae Syro-Macedonum,
- Cenotaphia pisana,
- Paraenesis ad P. Harduinuin.